# Шеллі Паркер-Чан
Шеллі Паркер-Чан (англ. Shelley Parker-Chan) — австралійська письменниця-фентезійка, відома своїм дебютним романом «Та, що стала сонцем» і його продовженням «Той, хто втопив світ», які утворюють дилогію «Сяючий імператор».

## Раннє життя
Паркер-Чан народилася в Новій Зеландії в сім'ї малазійсько-китайської матері та білого батька. Паркер-Чан використовує займенники вони/воно, є квір і гендерквір і були названий на честь поета-романтика Персі Біші Шеллі. Вони зробили дипломну роботу на теми воєнних злочинів і відновного правосуддя, а раніше працювали дипломатом, представляючи Департамент закордонних справ і торгівлі Австралії в Тиморі-Лешті, а також радником з міжнародного розвитку з питань гендерної рівності та прав ЛГБТК в Індонезії.

## Особисте життя
Станом на 2023 рік вони проживають у Мельбурні, Австралія. Вони одружені, мають доньку.

## Нагороди
Паркер-Чан отримали Astounding Award 2022 за найкращого нового письменника та British Fantasy Award (нагороду Роберта Голдстока за найкращий фентезійний роман і нагороду Сіднея Дж. Баундса за найкращого новачка).
| Рік  | Робота                 | Премія                  | Категорія                                    | Результат    | Посилання    |
| ---- | ---------------------- | ----------------------- | -------------------------------------------- | ------------ | ------------ |
| 2021 | «Та, що стала сонцем»  | Aurealis Award          | Фентезійний роман                            | У шорт-листі | [ 6 ]        |
| 2021 | «Та, що стала сонцем»  | Goodreads Choice Awards | Дебютний роман                               | Номінація    | [ 7 ]        |
| 2021 | «Та, що стала сонцем»  | Goodreads Choice Awards | Фентезі                                      | Номінація    | [ 8 ] [ 9 ]  |
| 2021 | «Та, що стала сонцем»  | Indie Next List         | Серпень                                      | —            |              |
| 2021 | «Та, що стала сонцем»  | Otherwise Award         | —                                            | Honor List   |              |
| 2022 | «Та, що стала сонцем»  | Astounding Award        | —                                            | Перемога     |              |
| 2022 | «Та, що стала сонцем»  | British Book Award      | Дебютна книга року                           | У шорт-листі |              |
| 2022 | «Та, що стала сонцем»  | British Fantasy Award   | Фентезійний роман (премія Роберта Голдстока) | Перемога     | [ 10 ]       |
| 2022 | «Та, що стала сонцем»  | British Fantasy Award   | Новачок (премія Сіднея Дж. Баундса)          | Перемога     | [ 5 ] [ 10 ] |
| 2022 | «Та, що стала сонцем»  | Ditmar Award            | роман                                        | У шорт-листі |              |
| 2022 | «Та, що стала сонцем»  | Dragon Award            | роман альтернативної історії                 | У шорт-листі |              |
| 2022 | «Та, що стала сонцем»  | Hugo Award              | роман                                        | У шорт-листі | [ 11 ]       |
| 2022 | «Та, що стала сонцем»  | Lambda Literary Award   | трансгендерний роман                         | У шорт-листі | [ 12 ]       |
| 2022 | «Та, що стала сонцем»  | Locus Award             | дебютний роман                               | Номінація    | [ 13 ]       |
| 2023 | «Той, хто втопив світ» | Indie Next List         | ?                                            | —            |              |
| 2024 | «Той, хто втопив світ» | Dragon Award            | найкращий фентезійний роман                  | У шорт-листі |              |
| 2024 | «Той, хто втопив світ» | Locus Award             | фентезійний роман                            | Номінація    |              |

## Видання

### Дилогія «Сяючий імператор»
- 2021 «Та, що стала сонцем»
- 2023 «Той, хто втопив світ»